# Cook (códec)
Cook es un códec con pérdida de compresión de audio desarrollado por RealNetworks. También es conocido como Cooker, Gecko, RealAudio G2, y RealAudio 8 de bajo bitrate (RA8LBR).
Introducido en 1998, el códec cook fue el primer códec de audio desarrollado por RealNetworks en-casa, y fue nombrado después de su autor, Ken Cooke. El diseño se basa en gran medida en G. 722.1. Es códec de transformación pura basado en la transformada discreta del coseno modificada con un único tamaño de bloque.
En 2003, RealNetworks introdujo una versión de cook con sonido envolvente, llamado RealAudio Multicanal. Esta fue designada inicialmente por el código de cuatro caracteres 'whrl', pero ahora es identificado como "cook", como mono/estéreo de archivos.
A pesar de que RealNetworks nunca publicó una descripción técnica del códec Cook, otros han realizado una descripción técnica acerca del formato, y a partir de diciembre de 2005, FFmpeg libavcodec contiene un decodificador capaz de reproducir archivos codificados del códec Cook. A partir de julio de 2009, Rockbox es capaz de reproducir archivos codificados por Cook.